# 秋田大学野球場
秋田大学野球場（あきただいがくやきゅうじょう）は、秋田県秋田市手形学園町の秋田大学手形キャンパス内にある野球場。大学の略称から秋大球場（しゅうだいきゅうじょう）とも呼ばれる。同大学が運営管理を行っている。

## 概要・歴史
1950年（昭和25年）8月13日、秋田県が管理する秋田県営手形野球場として開場した。1951年（昭和26年）8月3日にはプロ野球セ・リーグ公式戦・読売ジャイアンツ（巨人）対大洋ホエールズ（現横浜DeNAベイスターズ）戦が開催され、6-3で巨人が勝利している。
1974年（昭和49年）、市街地西側の新屋町字砂奴寄に秋田県立球場（旧施設、2002年閉鎖）が竣工したのに伴い、当球場は県から隣接する秋田大学へ売却され、以降は同大学の野球部が練習などで使用している。
球場は手形キャンパスの北端に位置し、本塁から中堅へは北西側を向いている。南側（三塁側）は市道を挟んで手形キャンパス北門に、西側（左翼側）は秋田県道15号秋田八郎潟線に、さらに北側（右翼側）から東側（一塁側）にかけては住宅地に面している。こうした立地から、以前はファウルボールが住宅へ飛び込むなど周辺住民からの苦情が絶えなかったが、2008年（平成20年）に防球ネットを6mから12mに嵩上げし、問題はほぼ解消された。また、同時にダッグアウトも改修されている。

## 球場データ
- 両翼：91m、中堅：120m
- 内野：土、外野：芝
- スコアボード：なし

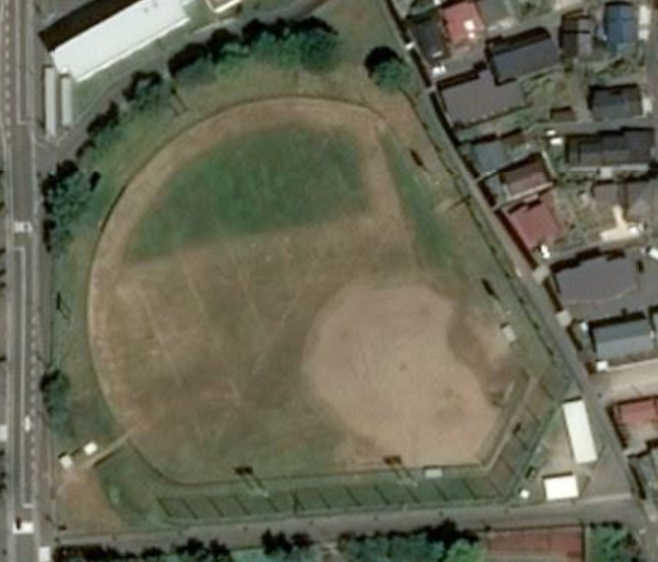
衛星図

- ブルペンは内野ファウルグラウンドに2人分設置されている。ただし、全く手入れがされていない。
- 内外野スタンド：芝生席
- 球場入口は一塁側、三塁側、バックネット裏にある。
- 外野フェンスはコンクリート50cm位の上に2mほどの金網が設置されている。

## 交通
- 秋田駅東口から徒歩約20分
- 秋田駅西口4番線から秋田中央交通バス「手形山経由 大学病院」行で「鉱業博物館入口」下車